# Furor teutonicus
Furor teutonicus betyder på latin "det teutoniska raseriet" och kan i utvidgad betydelse syfta på germansk eller tysk aggressivitet och anfallslust. Uttrycket myntades av den romerska diktaren Lucanus (39-65 e.Kr.). Begreppet har använts i sin utvidgade betydelse sedan medeltiden.